# Peter Corriston
Peter Corriston es un diseñador gráfico estadounidense, ganador de un Grammy en la categoría de mejor diseño de embalaje, conocido por diseñar numerosas portadas de álbumes para notables bandas de rock. 

## Trayectoria profesional
Corriston tuvo su estudio en Greenwich Village, en Nueva York. Durante su carrera profesional como diseñador gráfico creó portadas para artistas como Billy Idol, Badfinger, Chick Corea, Carole King, Debbie Harry, George Benson, The J. Geils Band, Jethro Tull, Mick Jagger, New York Dolls, Pat Benatar, Procol Harum, Rod Stewart o Tom Waits. En 1975 diseñó la cubierta del álbum de Led Zeppelin, Physical Graffiti, una de las más memorables portadas de la historia del rock. Una fotografía del edificio que ocupa el número 97 de St. Mark's Place, en Nueva York con las ventanas troqueladas que al insertar la funda interior del álbum forma las palabras "Physical Graffiti" que dan título al álbum. Por este trabajo fue nominado a un Grammy en 1976.
Entre 1978 y 1983 diseñó las portadas de cuatro álbumes consecutivos de The Rolling Stones; Some Girls, Emotional Rescue, Tattoo You y Undercover. Por su trabajo en Tattoo You, fue galardonado con el Premio Grammy en la categoría de mejor diseño de embalaje. A lo largo de su carrera ha sido nominado cinco veces en esta categoría. 
Parte del trabajo de Corriston forma parte de la colección permanente de la Biblioteca del Congreso de Estados Unidos, así como del MoMA de Nueva York.